# Dave Ashman
Dave Ashman (* 1934; † 20. Juli 1984) war ein US-amerikanischer Gewichtheber.

## Leben
Ashman wuchs in Norwood/Massachusetts als Sohn deutscher Einwanderer auf. Dort besuchte er auch die High-School und spielte Basketball. Mit 16 Jahren wog er bereits 100 kg und unternahm erste Versuche mit dem Gewichtheben, ohne allerdings Wettkämpfe zu bestreiten. Im Mai 1952 ging er zur US Air Force. Er wurde mehrere Male versetzt und war 1956 in Thule/Grönland stationiert. Dort begann er wieder mit dem Gewichtheben und erzielte im Training rasche Fortschritte. Bei seinem ersten Wettkampf seines Lebens 1957 in Daytona Beach, wurde er gleich – so unglaublich dies auch erscheinen mag – US-amerikanischer Meister im Schwergewicht (damals über 90 kg Körpergewicht). 1958 und 1959 vertrat er die USA bei den Weltmeisterschaften. 1960 stieß er in Tucson/Arizona noch vor Juri Wlassow als erster Mensch überhaupt über 200 kg. Bei dieser Veranstaltung erzielte er mit 500 kg im olympischen Dreikampf auch seine Bestleistung. Bei den US-Meisterschaften 1960, die gleichzeitig aus Ausscheidung für die Olympischen Spiele in Rom galten, konnte er verletzungsbedingt nicht starten. Ferner hatte er Differenzen mit dem amerikanischen Gewichtheber-Verband, so dass er entmutigt seine Laufbahn schon mit 26 Jahren beendete.

## Internationale Erfolge
(WM = Weltmeisterschaft, S = Schwergewicht)
- 1958, 2. Platz, WM in Stockholm, S, mit 457,5 kg, hinter Alexei Medwedew, UdSSR, 485 kg und vor Firuz Pojhan, Iran, 455 kg;
- 1959, 1. Platz, PanAm Games, S, mit 475 kg, vor Humberto Selvetti, Argentinien, 475 kg und Eduardo Adriana, Curaçao, 447,5 kg;
- 1959, 4. Platz, WM in Warschau, S, mit 435 kg, hinter Juri Wlassow, UdSSR, 500 kg, James Bradford, USA, 492,5 kg und Iwan Wesselinow, Bulgarien, 455 kg.

### USA-Meisterschaften
- 1957, 1. Platz, S mit 432,5 kg, vor Masten, 412,5 kg;
- 1958, 1. Platz, S, mit 452,5 kg;
- 1959, 1. Platz, S, mit 472,5 kg, vor James Bradford, 472,5 kg und Norbert Schemansky, 445 kg.

### Weltrekord
im beidarmigen Stoßen:
- 201 kg, 1960 in Tucson/Arizona, S.